# Чарков, Владимир Ильич
Владимир Ильич Чарков (13 апреля 1937, с. Таштып Таштыпского района Хакасской автономной области — 4 декабря 2004, г. Абакан) — заслуженный тренер РСФСР (1972) и СССР (1976) по вольной борьбе, судья республиканской категории (1970).

## Биография
Окончил Ленинградский государственный орденов Ленина и Трудового Красного Знамени институт физической культуры им. П. Ф. Лесгафта (1959). Организатор и основатель вольной борьбы в Хакасии (1966).
Работал в физкультурно-спортивных организациях (с 1959). Тренер-преподаватель по вольной борьбе ШВСМ Красноярского края в г. Абакане (1973—1986), старший тренер по вольной борьбе СДЮШОР и ШВСМ Республики Хакасия (1986—2004). Многие его воспитанники добились больших спортивных результатов:
- И. С. Ярыгин — двукратный Олимпийский чемпион по вольной борьбе,
- В. Е. Попов — чемпион СССР среди сельских спортсменов (1974, 1975),
- А. М. Майнагашев — чемпион СССР среди сельских спортсменов (1974, 1975),
- Ю. С. Мамышев — чемпион Спартакиады народов РСФСР (1986), призёр чемпионатов СССР (1988, 1989, 1990), участник чемпионата мира (1990).

Воспитал более 70 мастеров спорта СССР и России по вольной борьбе. При его непосредственном участии в Хакасии созданы и работают училище Олимпийского резерва; школа высшего спортивного мастерства, федерация спортивной борьбы Республики Хакасия.
За большие заслуги в развитии физической культуры и спорта в Республике Хакасия ему присвоено почётное звание «Заслуженный работник физической культуры и спорта Республики Хакасия» (1997). Заслуженный работник физической культуры и спорта Республики Тыва (1986), отличник физической культуры Республики Тыва (1997). Награждён почётным знаком «За развитие Олимпийского движения» (1997), орденом «Знак Почёта» (1973). Ветеран труда.
Его памяти посвящён Всероссийский турнир по вольной борьбе среди юниоров и юниорок.
Был женат на Э. М. Коковой.